# Tumba de Darío I
La tumba de Darío I es una de las cuatro tumbas de los reyes aqueménidas en el sitio histórico de Naqsh-e Rostam, situado a unos 12 kilómetros al noroeste de Persépolis, en Irán. Todas están situadas a una altura considerable sobre el nivel del suelo.

## Tumba

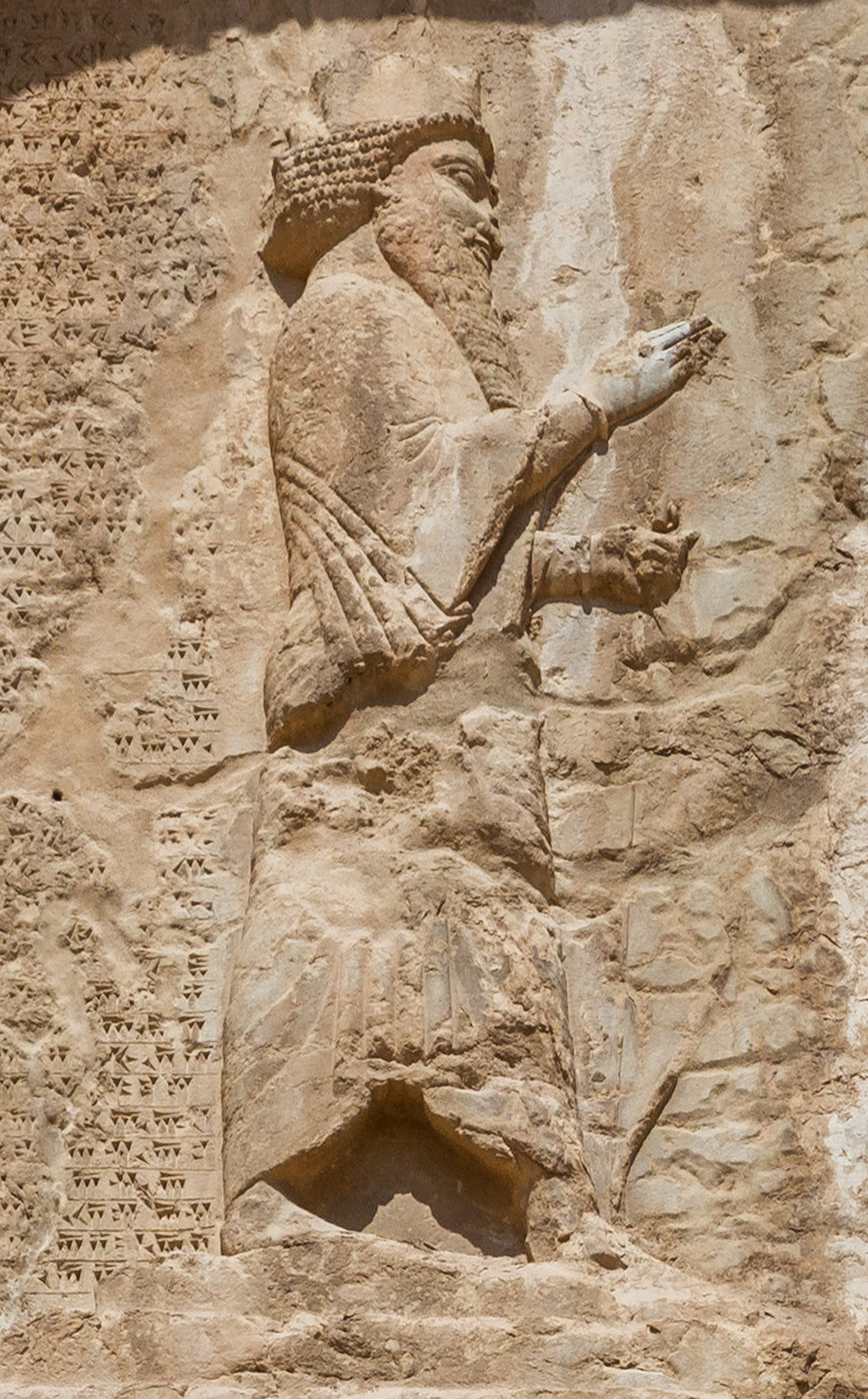
Talla de Darío I en la tumba.

Una de las tumbas está explícitamente identificada por una inscripción que la acompaña como la tumba de Darío I (r. 522-486 a. C.). Se cree que las otras tres tumbas son las de Jerjes I (r. 486-465 a. C.), Artajerjes I (r. 465-424 a. C.) y Darío II (r. 423-404 a. C.); la quinta tumba (incompleta) podría ser la de Artajerjes III (r. 358-338 a. C.) o la del último rey aqueménida, Darío III (r. 336-330 a. C.). Las tumbas fueron muy saqueadas tras la conquista de Persia por Alejandro Magno.

## Inscripiones

### Inscripción DNa
En la esquina superior izquierda de la fachada de su tumba aparece una inscripción de Darío I, datada hacia el año 490 a .C. y denominada generalmente como Inscripción DNa (Darius Naqsh-i Rostam inscripción a), que menciona sus conquistas y sus diversos logros. Se desconoce su fecha exacta, pero se supone que data de la última década de su reinado. Al igual que otras inscripciones de Darío, se enumeran claramente los territorios controlados por el Imperio persa aqueménida (que alcanzó su cenit territorial bajo el mandato de Darío).
| Traducción al español | Original                    |  |
| --- | --------------------------- |  |
| Un gran dios es Ahura Mazda, que creó esta tierra, que creó aquel cielo, que creó al hombre, que creó la felicidad para el hombre, que hizo a Darío rey, un rey de muchos, un señor de muchos Un gran dios es Ahura Mazda, que creó esta tierra, que creó aquel cielo, que creó al hombre, que creó la felicidad para el hombre, que hizo rey a Darío, un rey de muchos, un señor de muchos. Yo soy Darío el gran rey, rey de reyes, rey de países que contienen toda clase de hombres, rey en esta gran tierra a lo largo y ancho, hijo de Histaspes, un aqueménida, un persa, hijo de un persa, un ario, que tiene linaje ario. El rey Darío dice: Por el favor de Ahura Mazda estos son los países que tomé fuera de Persia; los goberné; me rindieron tributo; hicieron lo que les dije; mantuvieron mi ley con firmeza; Media, Elam, Partia, Aria, Bactriana, Sogdiana, Corasmia, Drangiana, Aracosia, Satagidia, Gandhara [Gadâra], India [Hiduš], los escitas que beben haoma, los escitas con gorros puntiagudos, Babilonia, Asiria, Arabia, Egipto, Armenia, Capadocia, Lidia, los griegos [Yaunâ], los escitas del otro lado del mar [Sakâ], Tracia, los griegos con pétaso [Yaunâ], los libios, los nubios, los hombres de Maka y los carios. El rey Darío dice: Ahura Mazda, cuando vio esta tierra conmocionada, me la concedió, me hizo rey; soy rey. Por el favor de Ahura Mazda la puse en su lugar; lo que les dije, eso hicieron, como era mi deseo. Si ahora pensáis que “¿Cuántos son los países que el rey Darío poseía?” mirad las esculturas [de los] que llevan el trono, entonces lo sabréis, entonces se os dará a conocer: la lanza de un hombre persa ha llegado lejos; entonces se os dará a conocer: un hombre persa ha librado la batalla lejos de Persia. El rey Darío dice: Esto que se ha hecho, todo lo que por voluntad de Ahura Mazda hice. Ahura Mazda me ayudó, hasta que hice la obra. Que Ahura Mazda me proteja de todo mal, y a mi casa real, y a esta tierra: ¡esto ruego a Ahura Mazda, que Ahura Mazda me lo conceda! Oh hombre, lo que es el mandato de Ahura Mazda, que esto no te parezca repugnante; no dejes el camino correcto; ¡no te levantes en rebeldía! | Inscripción DNa de Darío I. |  |

### Inscripción DNe

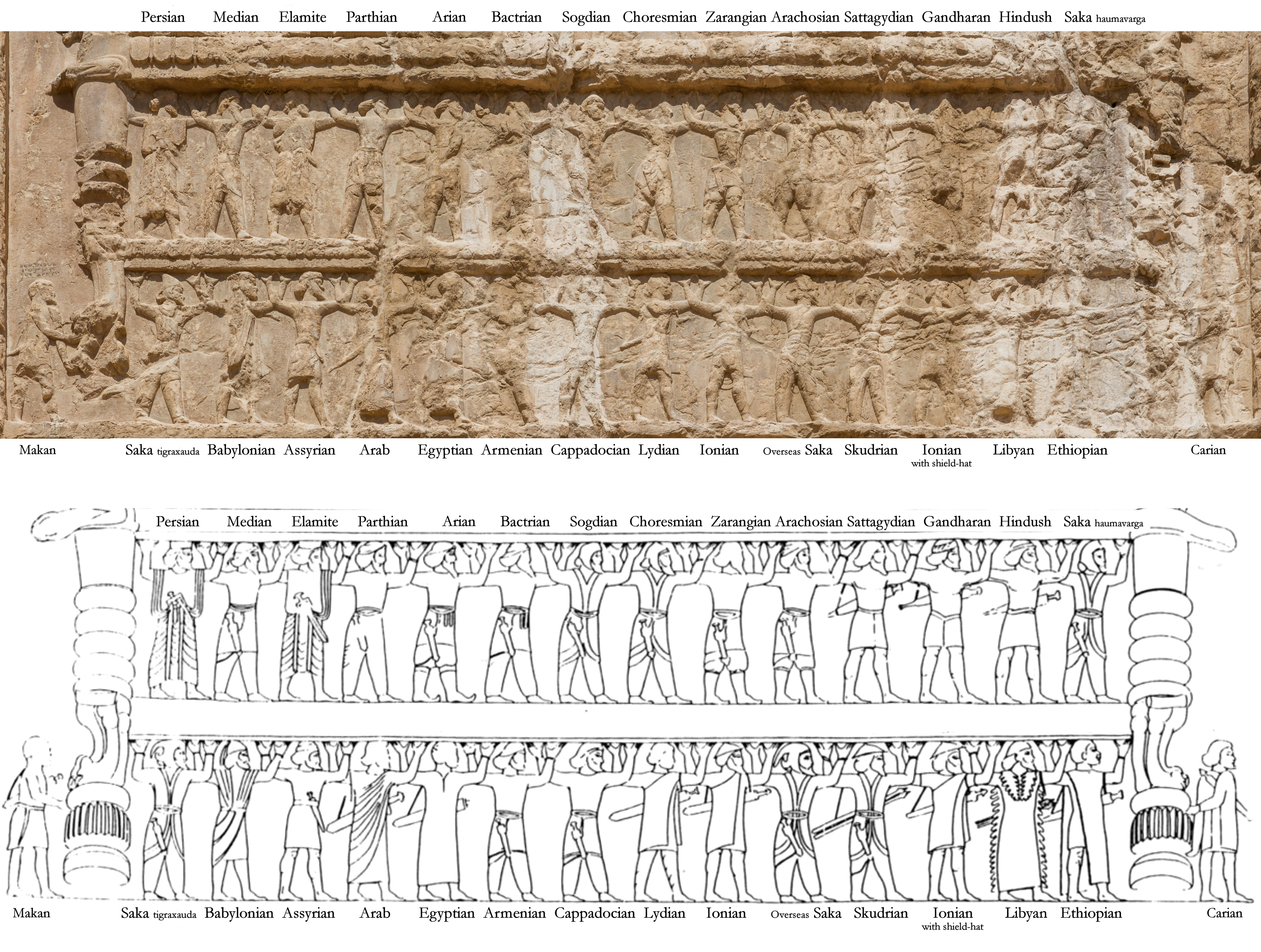
Etnias del Imperio persa aqueménida representadas en la tumba de Darío I. Las nacionalidades mencionadas en la inscripción DNa también están representadas en los registros superiores de todas las tumbas de Naqsh-e Rostam, empezando por la de Darío. Las etnias de la tumba de Darío tienen además frisos trilingües sobre ellas para su identificación, conocidas colectivamente como DNe inscription; uno de los frisos mejor conservados es el de Jerjes I.

Las nacionalidades mencionadas en la inscripción del DNa también están representadas en los registros superiores de todas las tumbas de Naqsh-e Rostam (empezando por la tumba de Darío I) como un grupo de 30 soldados aqueménidas que visten sus ropas nativas y portan armas mientras sostienen la plataforma en la que se encuentra el Rey de Reyes por su devoción a Ahura Mazda, la máxima deidad del zoroastrismo. Uno de los frisos mejor conservados es el de Jerjes I.
Todos los 30 soldados de la tumba de Darío tienen además etiquetas trilingües para su identificación étnica, conocidas colectivamente como DNe inscription (Darius Naqsh-i Rostam inscription "e") en las obras académicas. Uno de los últimos gobernantes de la dinastía aqueménida, Artajerjes II (r. 404-358 a. C.), también utiliza los mismos registros sobre los soldados representados en su propia tumba en Persépolis. Se conocen colectivamente como la Inscripción A2Pa
La inscripción identifica la etnia de los 30 soldados:

1. 𐎡𐎹𐎶𐏐𐎱𐎠𐎼𐎿 (iyam\Pārsa) Este es un persa
2. 𐎡𐎹𐎶𐏐𐎶𐎠𐎭 (iyam\Mâda) Este es un medo
3. 𐎡𐎹𐎶𐏐𐎢𐎺𐎹 (iyam\Uvja) Este es un elamita
4. 𐎡𐎹𐎶𐏐𐎠𐎰𐎢𐎾𐎡𐎹 (iyam\Āthūriyā) Este es un asirio

Inscripción DNe de Darío I (extracto)

Las nacionalidades de los soldados representados en los relieves y mencionados en las etiquetas individuales de la inscripción DNe son, de izquierda a derecha maka, persa, meda, elamita, parta, aria, bactriana, sogdiana, corasmia, drangiana, aracosia, satagidia, gandharani, hindush, saca (Haumavarga), saca (Tigraxauda), babilonia, asiria, árabe, egipcia, armenia, capadocia, lidia, jónica, saca «más allá del mar», skudra (Tracia), macedonia, libia, nubia y caria.
|                                              |
| Dos sepulturas en la tumba de Darío I, 2012. |

|                                                                 |
| Soldado escita con identificación trilingüe en el dintel, 2018. |